# Lepisanthes senegalensis
Lepisanthes senegalensis là một loài thực vật có hoa trong họ Bồ hòn. Loài này được (Poir.) Leenh. mô tả khoa học đầu tiên năm 1969.